# 白胸穗鹛
白胸穗鹛（学名：Stachyris grammiceps），是画眉科穗鹛属的一种，为印度尼西亚的特有种。该物种的保护状况被评为近危。
白胸穗鹛的栖息地为亚热带或热带的湿润低地林。